# 浅裂绣线菊
浅裂绣线菊（学名：Spiraea sublobata）为蔷薇科绣线菊属下的一个种。生于干燥坡地、灌木丛中或阔叶林下，海拔1500-2800米。

## 扩展阅读
- 維基物種上的相關：浅裂绣线菊